# Electa (editore)
Electa è una casa editrice italiana di proprietà del Gruppo Mondadori fondata nel 1945 a Firenze. Pubblica con i marchi Electa e Abscondita. È specializzata nella documentazione e approfondimento dei diversi settori delle arti visive e nell’ideazione e realizzazione di progetti di mostre. Il catalogo Electa comprende libri illustrati e cataloghi sull’arte, l’architettura, l’archeologia, il design e la fotografia.

## Storia
Electa viene registrata a Firenze il 23 novembre 1927 a nome di Pagliari Oscar fu Emilio e la sua sede ubicata in via Fra Bartolomeo 16. In seguito ad alcuni passaggi di proprietà il 12 aprile 1944 si registrò l'atto di iscrizione presso la camera di commercio della "Casa editrice Electa" con sede in Piazza Donatello 20 a Firenze. Il titolare era Dario Neri. Le prime pubblicazioni della casa editrice Electa sono state avviate sotto l'impulso di Bernard Berenson, storico dell'arte che si era prefisso l'obiettivo di divulgare diverse forme d'arte e di tutelare i monumenti grazie la conoscenza e la produzione di pubblicazioni scientifiche, redatte tramite l'aiuto di un'apposita documentazione fotografica. Nascono successivamente linee editoriali come le monografie sugli artisti e gli studi scientifici su periodi e movimenti nazionali e internazionali.
La casa editrice si trasferisce a Milano in via Trentecoste 7 alla fine degli anni cinquanta. Al precedente operato di Electa, come i progetti volti alla tutela dei beni culturali, vengono aggiunti collane, volumi con approfondimenti riguardanti le scuole artistiche regionali, la scultura e le arti minori. Nel 1958 Dario Neri scompare improvvisamente e Electa viene ceduta all'editore milanese Gorlich. Nel 1963 Giorgio Fantoni, sotto approvazione di Gorlich ne acquisisce il 50% di Electa e, un anno più tardi il 100% assumendone con Emilio Vitta Zelman, il controllo. La "Scultura Italiana" uscì in 5 volumi nel 1966 e valse ad Electa il premio per il miglior libro d'arte italiano.
Pochi anni dopo viene pubblicata "Storia universale dell'Architettura", una collana in 18 volumi, tradotta in sei lingue che rappresenta l'ingresso di Electa nel mondo dell'architettura. Oltre a quest'ultima Electa si avvicina ad altre forme di espressione artistica come la fotografia, l'alta cucina, la moda e il design industriale. Il periodo dal 1969 al 1974 ha segnato l'unione di Electa con Emme Edizioni mentre nel 1983 vengono aperti gli uffici di Electa Napoli, marchio con più di cinquecento titoli caratterizzati da una prevalenza di temi riguardanti la cultura artistica del Mezzogiorno. La società è stata poi fusa in Electa nel 2007.
Electa nel 1984 contava 180 addetti per un fatturato netto consolidato che si aggirava intorno ai 20 miliardi di lire. La casa editrice contava un catalogo di 1500 titoli, 11 testate per quanto riguardava invece i periodici per un totale di 65 numeri all'anno. Nel giugno 1994 un collegio peritale, composto da Goldman Sachs, Lehman Brothers s.a. Europe e Morgan Guaranty Trust Company of New York, stabilisce il prezzo pari a 131 miliardi; nel novembre 1994 avviene ufficialmente il trasferimento della partecipazione; Mondadori possiede ora il 100% di Electa finanziaria e controlla interamente il gruppo Elemond, alla cui guida viene chiamato Maurizio Costa.
Elemond in quell'anno consegue un fatturato di oltre 194 miliardi, con un utile netto di quasi sei miliardi. Oltre i 170 miliardi di fatturato provengono dal settore libri che comprende il 70% di Einaudi, numerosi marchi nel settore scuola e l'editore d'arte Electa. Il 1995 per Electa è stato un anno florido dal punto di vista economico; è stato registrato un aumento del 4,3% e la mostra "Da Monet a Picasso" organizzata interamente da Electa ha registrato ben 530 000 visitatori e un totale di 35 000 cataloghi venduti. La casa editrice si occupa prevalentemente di pubblicazioni legate al mondo dell'arte (libri d'arte, cataloghi di mostre, libri illustrati), ma ha in catalogo anche volumi che trattano di narrativa e saggistica oltre ai libri dedicati all'infanzia.
Electa diventa interlocutore di alcune istituzioni culturali italiane per la valorizzazione dei musei e dei siti archeologici a partire dal 1997. In ogni sito sono allestite librerie che vendono oggetti e riproduzioni d'arte. L'area servizi dei più importanti musei e siti archeologici è in questi anni gestita da Electa: il Cenacolo e la Pinacoteca di Brera a Milano, gli scavi di Pompei, il Palazzo Ducale di Venezia e quello di Mantova, il Museo Egizio di Torino e l'intero Sistema Musei di Verona. Il polo archeologico più importante si trova a Roma, dove Electa partecipa alla gestione dei servizi del Colosseo, del Foro Romano e dei Musei Capitolini. A partire dagli anni 2000 Electa ha organizzato diverse mostre come quella dedicata a Picasso e alla pittura americana a Palazzo Reale a Milano. La responsabile del settore è Rossana Cappelli.
All’inizio degli anni 2000 le attività di Electa vengono meglio definite. Viene aperta una sede a Roma volta a garantire una presenza attiva nelle iniziative culturali della città, realizzando, per esempio, i cataloghi e le guide museali del Comune e del Museo Nazionale Romano. È stata inoltre possibile la realizzazione delle collane del museo Macro, Maxxi e della Galleria Nazionale d'arte moderna e contemporanea. La casa editrice viene in questi anni strutturata su due principali aree di attività: i libri, affidati ad Alberto Conforti, e i beni culturali affidati invece a Rosanna Cappelli. Sotto la guida di Giuseppe Baroffio, nominato amministratore delegato, la società conosce una fase di forte crescita. Nel 2003 Elemond S.p.A. cambia nome in Mondadori Electa S.p.A. e diventa holding operativa del Gruppo Mondadori per le attività relative all'editoria d'arte e ai libri illustrati, per la gestione delle concessioni museali e per l'organizzazione e la gestione di mostre ed eventi espositivi temporanei, operando in ambito editoriale con i marchi Electa, Mondadori e Mondadori Arte. Nel 2007 a Baroffio succede Martin Angioni, già in Mondadori Electa come direttore generale operativo dal 2005. Nel 2011 Antonio Baravalle diventa il nuovo amministratore delegato di Mondadori Electa, a cui nel 2015 succede Antonio Porro, la cui carica viene estesa alla nuova area educational di Mondadori Libri S.p.A. di cui Mondadori Electa fa parte. Nel 2018, vengono nominati Rosanna Cappelli direttore generale Arte, Mostre e Musei, e Stefano Peccatori direttore generale Libri.
Nel 2020, in coincidenza con il suo settantacinquesimo compleanno, Electa acquisisce Abscondita, editore milanese nato nel 1999 specializzato nella pubblicazione di saggi critici sull'arte e in letteratura artistica. Inoltre, dal 1º gennaio dello stesso anno, la casa editrice si riappropria della sua denominazione originaria e nasce Electa S.p.A., società presieduta da Antonio Porro, vicepresidente e amministratore delegato di Mondadori Libri. Rosanna Cappelli assume la carica di amministratore delegato e diventa presidente di Abscondita.
La casa editrice, a partire dal novembre 2018, è ospitata presso la sede del Gruppo Mondadori, a Palazzo Niemeyer.

## Mostre e attività museale
Electa dal 1997 si occupa anche di mostre.

### Mostre
- Da Monet a Picasso

Milano, Palazzo Reale. 21 febbraio – 30 giugno. Nella mostra erano esposti i capolavori impressionisti e postimpressionisti dal Museo Puskin di Mosca. L'esposizione ha presentato le opere provenienti dalle collezioni di Sergej Scukin e Ivan Morozov, donate poi alla città di Mosca. Mondadori è stata promotrice dell’evento insieme a Giorgio Armani e al Comune di Milano.
- I cento capolavori dell’Ermitage: Impressionisti e Avanguardie

Roma, Scuderie papali al Quirinale. 22 dicembre 1999 – 11 giugno 2000 a cura di A. Kostenevich.
- Roma. Romolo e Remo e la fondazione della città

Roma, Museo Nazionale Romano alle Terme di Diocleziano 28 giugno 2000 –7 gennaio 2001 a cura di A. Carandini e R. Cappelli, promossa dalla Soprintendenza Archeologica di Roma.
- Caravaggio e i Giustiniani

Roma, Senato della Repubblica, Palazzo Giustiniani
26 gennaio – 15 maggio 2001 A cura di S.Danesi Squarzina promossa da: Senato della Repubblica, Ministero per i Beni e le Attività Culturali, Comitato nazionale celebrazioni IV centenario Cappella Contarelli in S. Luigi dei Francesi, Soprintendenza per i Beni Artistici e Storici di Roma e Lazio, Staatliche Museen zu Berlin, Stiftung Preussicher Kulturbesitz, Università di Roma “La Sapienza”.
- Oro. Il mistero dei Sarmati e degli Sciti

Milano, Palazzo Reale 15 maggio – 15 luglio 2001 a cura di E. Arslan promossa dal Comune di Milano.
- Un milanese che parlava toscano

Lamberto Vitali e la sua collezione
Milano, Pinacoteca di Brera 1 giugno – 27 ottobre 2001 a cura di C. Anselmi promossa dalla Soprintendenza per i Beni Storico-artistici ed Etnoantropologici di Milano.
- I Borgia. L’arte del potere

Roma, Palazzo Ruspoli 30 ottobre 2002 – 23 febbraio 2003 a cura di C. Alfano, L. Andalò, F. Llombard promossa dalla Fondazione Memmo.
- Maestà di Roma

Roma, Scuderie del Quirinale - Galleria Nazionale d’Arte Moderna – Villa Medici 8 marzo – 29 giugno 2003 a cura di S. Susinno, O. Bonfait promossa dalle Presidenze della Repubblica italiana e francese, Ministero per i Beni e le Attività Culturali, Comune di Roma, Accademia di Francia a Roma.
- Adriano. Le memorie al femminile

Tivoli, Villa Adriana 1 aprile – 25 settembre 2004 a cura di A.M. Reggiani promossa dalla Soprintendenza per i Beni Archeologici del Lazio.
- Giorgio Armani: retrospettiva

Roma, Museo Nazionale Romano delle Terme di Diocleziano 6 maggio - 1 agosto 2004 a cura di G. Celant, H. Koda, S. Cross, C. Vail promossa da: Fondazione S. R. Guggenheim, Soprintendenza Archeologica di Roma.
- Rileggere l’antico Tivoli

Villa Adriana 1 marzo – 25 settembre 2005 promossa dalla Soprintendenza per i Beni Archeologici del Lazio.
- Lucian Freud

Venezia, Museo Correr 11 giugno – 30 ottobre 2005 a cura di W. Feaver promossa da: Comune di Venezia in collaborazione con British Council.
- Annibale Carracci

Bologna, Museo Civico Archeologico 22 settembre 2006 – 7 gennaio 2007 a cura di D. Benati, E. Riccomini promossa da: Comune di Bologna, Fondazione del Monte di Bologna e Ravenna, Comune di Roma, Consorzio Università – Città di Bologna.
- Suggestioni egizie

Tivoli, Villa Adriana 11 aprile – 15 ottobre 2006 a cura di B. Adembri, Z. Mari promossa dalla Soprintendenza per i Beni Archeologici del Lazio.
- Eros

Roma, Colosseo 3 marzo - 16 settembre 2007 a cura di A. Bottini promossa dalla Soprintendenza Archeologica di Roma.
- Ugo Mulas La scena dell’arte

Milano, Padiglione d’Arte Contemporanea 5 dicembre 2007 – 10 febbraio 2008 a cura di P.G. Castagnoli promossa dal Comune di Milano.
- Lucio Fontana. Scultore

Roma, Galleria Nazionale d’Arte Moderna 14 febbraio - 10 maggio 2008 a cura di F. Trevisani promossa dalla Soprintendenza alla Galleria Nazionale d’Arte Moderna.
- Tra luce e tenebre. Letti funerari in osso da Lazio e Abruzzo

Tivoli, Villa Adriana 24 aprile – 2 novembre 2008 a cura di M. Sapelli Ragni promossa dalla Soprintendenza per i Beni.
- Caravaggio ospita Caravaggio

Milano, Pinacoteca di Brera 17 gennaio - 29 marzo 2009 a cura di V. Maderna, A. Pacia promossa dalla Soprintendenza al Patrimonio Storico-artistico ed Etnoantropologico di Milano.
- Brera e la guerra

Milano, Pinacoteca di Brera 11 novembre 2009 – 10 gennaio 2010 promossa dalla Soprintendenza al Patrimonio Storico-artistico ed Etnoantropologico di Milano.
- Donna: avanguardia femminista negli anni ‘70

Roma, Galleria Nazionale d’Arte Moderna 19 febbraio - 16 maggio 2010 a cura di G. Schor e A. Rorro promossa dalla Soprintendenza alla Galleria Nazionale d’Arte Moderna.
- Cobra e l’Italia

Roma, Galleria Nazionale d’Arte Moderna 4 novembre 2010 – 13 febbraio 2011 a cura di M. Amaturo promossa da: Soprintendenza alla Galleria Nazionale d’Arte Moderna, Ambasciata del Belgio, Academia Belgica.
- Dante Gabriel Rossetti Edward Burne-Jones e il mito dell’Italia nell’Inghilterra vittoriana

Roma, Galleria Nazionale d’Arte Moderna 24 febbraio – 12 giugno 2011 a cura di M.T. Benedetti, S. Frezzotti, R. Upstone promossa dalla Soprintendenza alla Galleria Nazionale d’Arte Moderna.
- A Oriente

Roma, Museo Nazionale Romano, Terme di Diocleziano 21 ottobre 2011 - 26 febbraio 2012 a cura di F. d’Arelli e P.F. Callieri promossa da: Ministero Affari Esteri, Ministero per i Beni e le Attività Culturali, Roma Capitale.
- Arte in Italia dopo la fotografia (1850-2000)

Roma, Galleria nazionale d’arte moderna 21 dicembre 2011 - 4 marzo 2012 a cura di M.A. Fusco e M.V. Marini Clarelli Istituto Nazionale per la Grafica, Soprintendenza alla Galleria nazionale d’arte moderna.
- Paul Klee e l’Italia

Roma, Galleria nazionale d’arte moderna 9 ottobre 2012 - 27 gennaio 2013 a cura di T. Sparagni e M. Margozzi Soprintendenza alla Galleria nazionale d’arte moderna.
- Il fascino discreto dell’oggetto

Roma, Galleria nazionale d’arte moderna, 19 febbraio - 2 giugno 2013, a cura di M. Mininni, con F. Valentini, S. Marson, e la Soprintendenza alla Galleria nazionale d’arte moderna.
- La riscoperta dell’antico

Roma, Curia Iulia, Foro romano 27 settembre 2013 - 23 febbraio 2014 a cura di J. Camp Soprintendenza Speciale per i Beni Archeologici di Roma.
- D’Aprés Rodin. Scultura italiana del primo Novecento

Roma, Galleria nazionale d’arte moderna 11 febbraio - 18 maggio 2014 a cura di S. Frezzotti Soprintendenza alla Galleria nazionale d’arte moderna.
- Ettore Spalletti. Un giorno così bianco, così bianco

Napoli, MADRE 13 aprile – 18 agosto 2014 a cura di A. Viliani e A. Rabottini Fondazione Donnaregina e sostenuta dalla Regione Campania.
- Lacus Iuturnae

Roma, Tempio di Romolo al Foro Romano 6 marzo 2015 - 17 marzo 2016 a cura di P. Fortini e G. Bandini Soprintendenza Speciale per il Colosseo, il Museo Nazionale Romano e l’Area archeologica di Roma, Istituto Nazionale di Archeologia e Storia dell’Arte.
- Pompei e l’Europa. 1748 - 1945

Pompei, scavi - Napoli, Museo Archeologico Nazionale 27 maggio - 2 novembre 2015 a cura di M. Osanna, M.T. Caracciolo e L. Gallo Soprintendenza Speciale Pompei, Ercolano, Stabia - Grande Progetto Pompei.
- Mito e Natura. Dalla Grecia a Pompei

Napoli, Museo Archeologico Nazionale 16 marzo - 30 settembre 2016 a cura di G. Sena Chiesa, A. Pontrandolfo e V. Sampaolo Soprintendenza Pompei - Museo Archeologico Nazionale di Napoli.
- Egitto Napoli. Dall’Oriente

Napoli, Museo Archeologico Nazionale dal 29 giugno 2016 a cura di V. Sampaolo Museo Archeologico Nazionale di Napoli - Soprintendenza Pompei - Fondazione Museo delle Antichità Egizie di Torino.
- Giotto e l'Italia

Milano, Palazzo Reale 2 settembre 2015 - 10 gennaio 2016 a cura di Serena Romano e Pietro Petraroia.
- Palatino contemporaneo. Da Duchamp a Cattelan. Arte contemporanea sul Palatino

Roma, Foro palatino 28 giugno - 29 ottobre 2017 a cura di Alberto Fiz e promosso da Soprintendenza Speciale Archeologia, Belle Arti e Paesaggio di Roma, Associazione ALT - Arte Lavoro Territorio Arte Contemporanea e Electa.
- New York New York Arte Italiana: la riscoperta dell’America

Milano, Museo del Novecento e Gallerie D'Italia 13 aprile - 17 settembre 2017 a cura di Francesco Tedeschi.
- Picasso e Napoli: Parade

Napoli, Museo e Real Bosco di Capodimonte 8 aprile - 10 luglio 2017 a cura di Sylvain Bellenger e Luigi Gallo.
- Il mondo fuggevole di Toulouse-Lautrec

Milano, Palazzo Reale 17 ottobre 2017 - 18 febbraio 2018 a cura di Danièle Devynck e Claudia Zevi.
- De Chirico

Milano, Palazzo Reale 25 settembre 2019 - 19 gennaio 2020 a cura di Luca Massimo Barbero.
- I marmi Torlonia. Collezionare capolavori

Roma, Musei Capitolini a Villa Caffarelli 13 ottobre 2020 - giugno 2021 a cura di Carlo Gasparri e Salvatore Settis.
- Saul Steinberg Milano New York

Milano, Triennale 15 ottobre 2021 - 1 maggio 2022 a cura di Italo Lupi e Marco Belpoliti con Francesca Pellicciari.
- I Farnese. Architettura, Arte, Potere

Parma, Complesso monumentale della Pilotta 18 marzo - 31 luglio 2022 a cura di Simone Verde con Bruno Adorni, Carla Campanini, Carlo Mambriani, Maria Cristina Quagliotti, Pietro Zanlari.
- Max Ernst

Milano, Palazzo Reale 4 ottobre 2022 - 26 febbraio 2023 a cura di Martina Mazzotta e Jürgen Pech.
- Rubens a Genova

Genova, Palazzo Ducale 6 ottobre 2022 - 5 febbraio 2023 a cura di Nils Büttner e Anna Orlando.
Queste sono solo alcune delle principali mostre organizzate da Electa.

### Attività museale
Electa collabora all'interno del territorio nazionale per i principali enti pubblici e privati. Sono stati avviati partenariati con sedi museali estere quali il British Museum, la Tate, il Louvre, l’Hermitage, il Staatliche Museen di Berlino, e il Metropolitan Museum di New York.
Electa ha inoltre organizzato esposizioni temporanee all'interno di ambiti quali l'archeologia e l'arte contemporanea.

## Librerie e merchandising
La storia di Electa nell'ambito delle librerie museali e di mostra ha inizio dagli esordi sperimentali del settore. L'esperienza dei bookshop di Electa nasce dalle prime grandi mostre degli anni ’80, a Milano e a Venezia, e si consolida con l’apertura del padiglione Stirling nei Giardini della Biennale, nel 1991.
All'interno del panorama italiano, Electa gestisce numerose librerie all'interno di musei e aree archeologiche. Tra le più note e riconosciute, si segnala quella alla Triennale di Milano.
In occasione di mostre o eventi espositivi, Electa gestisce librerie temporanee. Due esempi sono il punto vendita del Lido di Venezia e del Casinò, aperti in occasione dell'annuale Biennale Cinema, e la libreria di Expo 2015.
Le aree nelle quali è possibile trovare i bookshop di Electa sono: quelle archeologiche all'aperto, nelle quali è possibile acquistare materiali di approfondimento di ciò che si è visitato, oppure le istituzioni museali e le pinacoteche, come per esempio i complessi museali di Venezia, Mantova e Napoli, la Biennale di Venezia e la Triennale di Milano.
I contatti commerciali, improntati per la maggior parte verso la storia dell'arte rinascimentale, moderna e all'archeologia, sono stati ampliati di fronte alla crescita di interesse verso la produzione artistica contemporanea da parte di istituzioni, pubblico e mercato. Dal suo ingresso nel panorama delle librerie museali, Electa hsi è specializzata anche nel settore del merchandising dedicato ai musei, alle esposizioni e all’editoria. Tra le occasioni di sperimentazione, la mostra del 2001 “Sangue e Arena” per cui lo studio Camuffo progettò la prima linea di merchandising “archeologico”, o la serie di t-shirt disegnate per la Biennale di Venezia.
Nel corso degli anni Electa ha collaborato con grafici di rilievo nazionale e internazionale: da Pierluigi Cerri a Paolo Tassinari, da Giorgio Camuffo a Massimo Pitis, da Leonardo Sonnoli fino allo studio parigino de Valence, per la biennale Arte 2017 e per il Colosseo, e allo Studio Norm, di Zurigo, per la Triennale di Milano.

## Sviluppo internazionale
Nel 2017, a seguito dell'acquisizione di Rizzoli Libri da parte del Gruppo Mondadori avvenuta nell'anno precedente, si completa l'integrazione dell'area internazionale Illustrati di Rizzoli International Pubblications – con sede a New York – in Electa. La direzione mostre ha avuto modo di lavorare maggiormente con realtà internazionali, avendo così l'opportunità di sviluppare ed esportare progetti espositivi presso istituzioni straniere e importare mostre estere in Italia.
Nel 2018 nasce Rizzoli Electa, con lo scopo di pubblicare cataloghi e per realizzare mostre per il mercato statunitense e internazionale. Dal 2020, dopo la nascita di Electa S.p.A., i marchi Rizzoli restano in capo a Mondadori Electa.